# Альбицци, Мазо
Томмазо (Мазо) дельи Альбицци (1347, Флоренция — 1417, там же) — флорентийский государственный деятель, в 1382—1417 гг. глава олигархической партии, фактически управлявшей Флорентийской республикой.
Став гонфалоньером справедливости в сентябре 1393 г. провел некоторые государственные реформы, в частности, содействовал увеличению возрастного ценза для занятия должности гонфалоньера справедливости до 45 лет. Использовал свою власть для изгнания из города своих личных врагов, в частности, почти всех представителей семьи Альберти и некоторых из рода Медичи и Риччи — старинных противников семьи Альбицци.

## Дети
- Ринальдо (1370—1442)
- Лука